# Охрид (футбольний клуб)
Міський футбольний клуб «Охрид» або просто «Охрид» (мак. Градски фудбалски Клуб Охрид) — професіональний північно-македонський футбольний клуб з однойменного міста. Домашня форма білого кольору, виїзна — синього. Домашні матчі проводить на стадіоні «Білянини Ізвори», який вміщує 3000 глядачів. Прізвиська клубу: «Білі» та «Рибалки». Найактивніші вболівальники клубу «Рибалки Охриду 1989».

## Історія

Історичний логотип клубу.

Футбольний клуб «Охрид» — один із найстаріших футбольних клубів, заснований в Македонії та на Балканах загалом. Заснований у 1921 році під назвою ОСК «Охрид». З 1946 року, після злиття охридських команд ОСК, «Охридські хвилі», «Югославія», «Рашанець» та «Грагянський», виступав під назвою ФК «Охрид». У 1948 році вперше зіграв у чемпіонаті СР Македонія, де зайняв 8-е місце. У 1950 році «Охрид» став сьомим, а наступного року, у сезоні 1951 року, зайняв шосте місце в чемпіонаті СР Македонія. Також виступав у кубку колишньої Югославії. З 1992 року виступав у Третій, Другій та 3 сезонах (1994/95 — восьме місце, 1995/96 — тринадцяте місце та 2011/12) у Першій македонській футбольній лізі. Декілька разів вигравав кубок общини Охрид та грав у національному кубку. У сезоні 1993/94 років виграв Другу лігу («Захід»). 

## Досягнення
- Кубок СР Македонія
  -  Володар (1): 1973

- Друга ліга Македонії
  -  Чемпіон (1): 1993–94
  -  Срібний призер (1): 2010–11

## Статистика виступів
| Сезон   | Ліга                  | Ліга        | Ліга        | Ліга        | Ліга        | Ліга        | Ліга        | Ліга        | Ліга        | Кубок       |
| Сезон   | Дивізіон              | Іг          | В           | Н           | П           | ЗМ          | ПМ          | О           | Міс         | Кубок       |
| ------- | --------------------- | ----------- | ----------- | ----------- | ----------- | ----------- | ----------- | ----------- | ----------- | ----------- |
| 1992–93 | 2 МФЛ                 | 38          | 18          | 9           | 11          | 55          | 39          | 44          | 4-е         |             |
| 1993–94 | 2. МФЛ Захід          | 26          | 15          | 5           | 6           | 61          | 19          | 35          | 1-е ↑       | 1/2 фіналу  |
| 1994–95 | 1 МФЛ                 | 30          | 11          | 5           | 14          | 45          | 43          | 38          | 8-е         |             |
| 1995–96 | 1 МФЛ                 | 28          | 8           | 7           | 13          | 29          | 39          | 31          | 13-е ↓      |             |
| 1996–97 | 2 МФЛ Захід           | 29          | 12          | 4           | 13          | 37          | 50          | 40          | 10-е        | Р2          |
| 1997–98 | 2 МФЛ Захід           | 30          | 10          | 6           | 14          | 47          | 46          | 36          | 12-е        | Р1          |
| 1998–99 | 2 МФЛ Захід           | 30          | 15          | 5           | 10          | 58          | 32          | 50          | 3-є         |             |
| 1999–00 | 2 МФЛ Захід           | 34          | 21          | 3           | 10          | 91          | 43          | 66          | 4-е         | Р2          |
| 2000–01 | 2 МФЛ Захід           | 34          | 16          | 5           | 13          | 55          | 51          | 53          | 8-е         | Р1          |
| 2001–02 | 2 МФЛ                 | 34          | 16          | 2           | 16          | 66          | 78          | 50          | 7-е         | Р1          |
| 2002–03 | 2 МФЛ                 | 36          | 8           | 1           | 27          | 45          | 100         | 25          | 18-е ↓      | ПР          |
| 2003–04 | 3 МФЛ Південний захід | ?           | ?           | ?           | ?           | ?           | ?           | ?           | ?           | ПР          |
| 2004–05 | 3 МФЛ Південний захід | 26          | 15          | 2           | 9           | 64          | 39          | 47          | 2-е         | ПР          |
| 2005–06 | 3 МФЛ Південний захід | ?           | ?           | ?           | ?           | ?           | ?           | ?           | ?           | Р1          |
| 2006–07 | 3 МФЛ Південний захід | ?           | ?           | ?           | ?           | ?           | ?           | ?           | 1-е ↑       | ПР          |
| 2007–08 | 2 МФЛ                 | 32          | 12          | 5           | 15          | 43          | 53          | 41          | 9-е         | ПР          |
| 2008–09 | 2 МФЛ                 | 29          | 8           | 6           | 15          | 31          | 50          | 30          | 11-е        | Р2          |
| 2009–10 | 2 МФЛ                 | 26          | 5           | 1           | 20          | 26          | 52          | 82(−3)      | 14-е        | Р2          |
| 2010–11 | 2 МФЛ                 | 26          | 16          | 5           | 5           | 51          | 21          | 53          | 2-е ↑       | Р2          |
| 2011–12 | 1 МФЛ                 | 33          | 6           | 8           | 19          | 26          | 62          | 26          | 11-е ↓      | ПР          |
| 2012–13 | 2 МФЛ                 | 30          | 4           | 1           | 25          | 25          | 100         | 7(−6)       | 16-е ↓      | Р1          |
| 2013–14 | Не виступав           | Не виступав | Не виступав | Не виступав | Не виступав | Не виступав | Не виступав | Не виступав | Не виступав | Не виступав |
| 2014–15 |                       |             |             |             |             |             |             |             |             |             |
| 2015–16 | ОФЛ Охрид             | 18          | ?           | ?           | ?           | ?           | ?           | 47          | 1-е ↑       | ПР          |
| 2016–17 | 3 МФЛ Південний захід | 26          | 11          | 4           | 11          | 62          | 56          | 37          | 5-е         | ПР          |
| 2017–18 | 3 МФЛ Південний захід | 24          | 9           | 2           | 13          | 59          | 70          | 29          | 10-е        | ПР          |
| 2018–19 | 3 МФЛ Південний захід | 25          | 18          | 4           | 3           | 78          | 23          | 58          | 1-е ↑       |             |

## Відомі гравці
- Никола Ілієвський